# Theo Akkermans
Theo Akkermans (Nieuw-Vossemeer, 6 april 1966) is een Nederlands voormalig beroepswielrenner. Hij reed twee jaar voor de roemruchte Lotus-Festina-ploeg.

## Belangrijkste overwinningen
1987
- Omloop der Kempen
- 5e etappe deel A Olympia's Tour

1988
- 3e etappe deel A Olympia's Tour

## Resultaten in voornaamste wedstrijden
| Jaar | Milaan-San Remo | Gent-Wevelgem | Ronde van Vlaanderen | Parijs-Roubaix | Parijs-Tours |
| ---- | --------------- | ------------- | -------------------- | -------------- | ------------ |
| 1991 |                 |               |                      |                | 72e          |
| 1992 | 188e            | 16e           |                      | 32e            | 17e          |
| 1994 |                 |               | 73e                  |                |              |